# Rhombodera
Genre
Rhombodera est un genre d'insectes de la famille des Mantidae (ordre des Mantodea). 

## Répartition
Les espèces de ce genre se rencontrent en zones orientale et australasienne,. Elles sont notamment présentes en Chine, en Inde, au Japon, en Birmanie, en Malaisie et en Indonésie et également en Thaïlande, en Nouvelle-Guinée, aux Philippines, au Sri Lanka, au Népal et au Pakistan.

## Description

### Diagnose
La partie de la face entre les yeux et la base des antennes est sans tubercules.
Le pronotum est entièrement élargi en forme de losange.
Ce genre de mantes présente des bords élargis sur le pourtour des ailes dont la couleur des veines, d'un seul tenant, est blanche et verte et diffère de la couleur de la partie alaire. 
Le sillon scapulaire des fémurs antérieurs est situé au milieu du membre. Les lobes géniculaires des fémurs médians et postérieurs sont arrondis avec une épine apicale.

## Systématique
Le genre Rhombodera a été nommé par l'entomologiste Hermann Burmeister en 1838 avec pour espèce type Rhombodera valida par désignation subséquente.

### Liste des espèces
Le genre compte une vingtaine d'espèces.
- Rhombodera basalis (de Haan, 1842)
- Rhombodera boschmai (Deeleman-Reinhold, 1957)
- Rhombodera brachynota (Wang & Dong, 1993)
- Rhombodera crassa (Giglio-Tos, 1912)
- Rhombodera doriana (Laidlaw, 1931)[4],[7]
- Rhombodera extensicollis (Serville, 1839)
- Rhombodera extraordinaria Beier, 1942
- Rhombodera fratricida (Wood-Mason, 1878)
- Rhombodera handschini Werner, 1933
- Rhombodera javana (Giglio-Tos, 1912)
- Rhombodera keiana (Giglio-Tos, 1912)
- Rhombodera kirbyi Beier, 1952
- Rhombodera laticollis (Burmeister, 1838)
- Rhombodera latipronotum (Zhang, 1990)
- Rhombodera lingulata (Stal, 1877)
- Rhombodera megaera Rehn, 1904
- Rhombodera mjobergi (Werner, 1930)
- Rhombodera morokana (Giglio-Tos, 1912)
- Rhombodera ornatipes Werner, 1922
- Rhombodera palawanensis Beier, 1966
- Rhombodera papuana Werner, 1929
- Rhombodera rennellana (Beier, 1968)
- Rhombodera rollei Beier, 1935
- Rhombodera sjostedti (Werner, 1930)
- Rhombodera stalii Giglio-Tos, 1912
- Rhombodera taprobanae (Wood-Mason, 1878)
- Rhombodera tectiformis (Saussure, 1870)
- Rhombodera titania (Stal, 1877)
- Rhombodera valida (Burmeister, 1838)
- Rhombodera zhangi (Wang & Dong, 1993)

### Publication originale
- (de) H.Burmeister, Handbuch der Entomologie. Zweiter Band. Besondere Entomologie. Zweite Abtheilung. Kaukerfe, Gymnognatha (Erste Hälfte; vulgo Orthoptera), Enslin, Berlin, 1838, vol. 2 517-552 [536].

### Genre similaire
Le genre Rhombodera est assez similaire au genre Hierodula.